# Nationaal park Djoudj
Het nationaal park Djoudj is gelegen in Senegal op zo'n 60 km ten noordoosten van de stad Saint-Louis, aan de rivierdelta van de Sénégal. Het park werd opgericht in 1971 en omvat momenteel 16.000 ha. Het is een paradijs voor vogelkijkers, er zijn tal van kolonies van flamingo's aanwezig en het bevat de grootste pelikanenpopulatie ter wereld. Ieder jaar passeren er 3 miljoen vogels tijdens hun trek naar het zuiden. Er zijn in totaal meer dan 400 vogelsoorten geteld. Naast de vele vogels komen er ook civetkatten, wilde zwijnen, apen, hyena's, jakhalzen, slangen, varanen, gazellen en krokodillen voor.
De beste periode om het park te bezoeken is van november tot mei. In die periode komen namelijk heel wat trekvogels die het koude Europa ontvluchten overwinteren in Djoudj. Deze plaats is voor de vogels zo belangrijk omdat het de eerste zone met permanent water is ten zuiden van de Sahara. Ook voor bezoekers is overnachting mogelijk. Van juni tot oktober, tijdens het regenseizoen, is het park gesloten.

## Werelderfgoed
Het park staat sinds 1981 op de Werelderfgoedlijst van UNESCO, en is ook erkend als Ramsargebied. In 2000 werd het echter beschouwd als werelderfgoed in gevaar, doordat een woekerende plant, de grote vlotvaren (Salvinia molesta), de andere vegetatie van het park dreigt te verstikken.

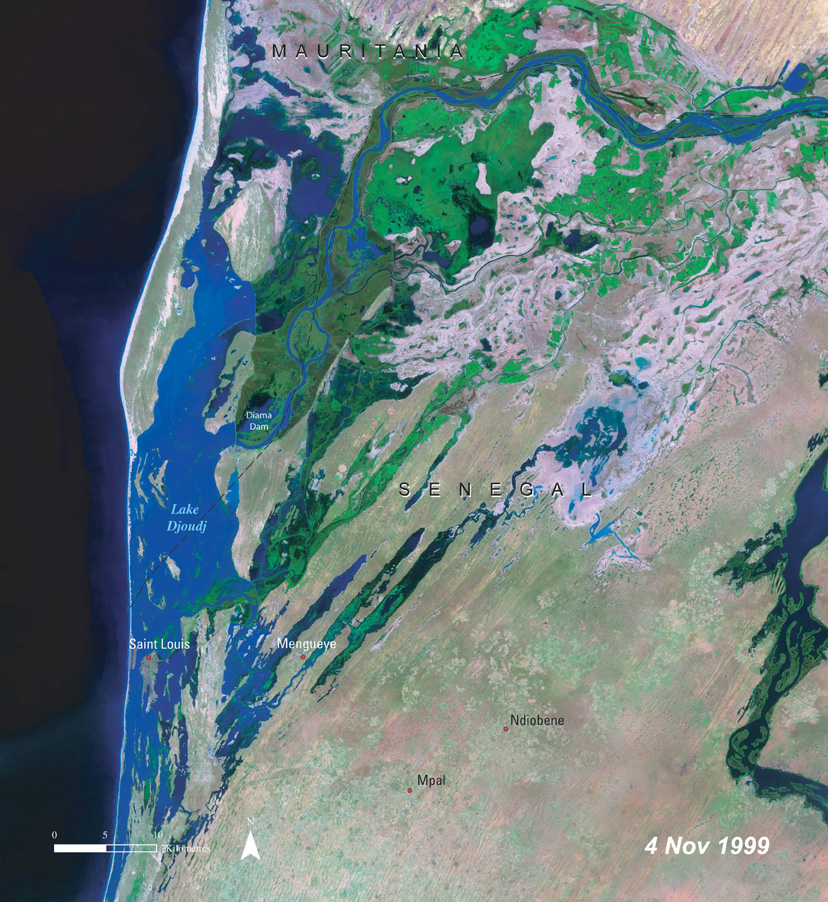
Satellietopname uit 1999

Nationaal vogelreservaat Djoudj · Eiland Gorée · Nationaal park Nikolo Koba · Steencirkels van Senegambia · Eiland Saint Louis
- Gemeinsame Normdatei: 4500242-3
- Library of Congress Control Number: sh2007009987
- Nationale Bibliotheek van Israël: 987007552043005171
- Virtual International Authority File: 242729088